# Chlooracetonitril
Chlooracetonitril is een toxische organische verbinding met als brutoformule C2H2ClN. De stof komt voor als een kleurloze vloeistof met een scherpe geur, die zeer slecht oplosbaar is in water.

## Toepassingen
Chlooracetonitril wordt gebruikt bij de synthese van het insecticide fenoxycarb en het cardiovasculaire geneesmiddel guanethidine.

## Toxicologie en veiligheid
Chlooracetonitril ontleedt bij verhitting, met vorming van giftige en ontvlambare dampen, waaronder waterstofcyanide (HCN). De stof reageert met sterk oxiderende en reducerende stoffen, zuren, basen, met vorming van zeer giftige en ontvlambare dampen.
De stof is irriterend voor de ogen, de huid en de luchtwegen. Ze kan effecten hebben op de cellulaire respiratie, met als gevolg cyanose (blauwzucht).